# Taha Akgül
Taha Akgül (n. 22 noiembrie 1990, Sivas, Turcia) este un sportiv turc, campion olimpic, mondial și european la lupte libere la categoria 125 kg. El a fost student al Facultății de Educație Fizică și Sport din cadrul Universității Karamanoğlu Mehmetbey din Karaman.
Akgül a început să lupte în 2003, provenind dintr-o familie de luptători, cu tatăl și fratele său practicând tot lupte libere. El a câștigat medalia de aur la cea de-a 40-a ediție a turneului internațional Yașar Doğu care a avut loc în 2012. La Campionatele Europene de Lupte care au avut loc în Belgrad, Serbia, Taha Akgül a devenit campion la categoria sa de greutate.
S-a calificat la Jocurile Olimpice din 2012, unde a pierdut în șaisprezecimi în fața lui Bilial Makov din Rusia. În 2012, la Campionatul Mondial Universitar de Lupte care a avut loc în Kuortane, Finlanda, a devenit medaliat cu aur în clasa sa de greutate.
Taha Akgül și-a apărat titlul de campion european în 2013 la Campionatele Europene de Lupte care au avut loc la Tbilisi, Georgia. El a câștigat medalia de bronz la Campionatul Mondial de Lupte din 2013 din Budapesta, Ungaria.
În 2014 și 2015 a câștigat titlul mondial la categoria 125 kg. În 2014 el a fost ales drept „cel mai bun luptător al anului” de către Federația Turcă de Lupte. El a câștigat o medalie de aur la Jocurile Olimpice din 2016 învingându-l în finală pe Komeil Ghasemi.

## Legături externe
Materiale media legate de Taha Akgül la Wikimedia Commons
- en Taha Akgül la Olympedia.org